# Dagsavisen
«Dagsavisen» («Ежедневная газета») — ежедневная газета, издающаяся в Осло, Норвегия. Бывший партийный орган Норвежской рабочей партии, связи с которой ослабли в период с 1975 по 1999 год. Главный редактор — Эрик Хофф Лизхолм.
Основана в Осло в 1884 году под названием «Vort Arbeide» (буквально «Наш труд», транслитерация — «Ворт арбейде»), в 1886—1923 называлась «Social-Demokraten» (буквально «Социал-демократы», транслитерация — «Сосиаль-Демократен»), с 1923 по 1997 годы — «Arbeiderbladet» (буквально «Рабочая газета», «А́рбейдербладет»). Тираж достигал примерно 70 тыс. экземпляров (1968).

## История
«Dagsavisen» была основана Кристианом Холтермнном Кнудсеном в 1884 году под названием Vort Arbeide («Наш труд» на старом риксмоле) и была связана с профсоюзным центром Центральный комитет профессиональных союзов (Fagforeningernes Centralkomité). Холтерманну Кнудсену также пришлось основать собственную типографию, поскольку существующие не хотели, чтобы их ассоциировали с рабочей газетой. Бремя как написания и редактирования статей, так и печати лежало в основном лично на Кнудсене.
В 1885 году недавно созданная им ассоциация Социал-демократический союз (Socialdemokratisk Forening) формально взяла на себя управление газетой, название которой было изменено на Social-Demokraten («Социал-демократы») в 1886 году. В следующем году была основана Норвежская рабочая партия, и газета стала её официальным печатным органом партии. Пост главного редактора занял Карл Еппесен. С 1894 года газета выходила ежедневно, и в 1904 году финансовый баланс стал положительным.
К 1920 году в Норвежской рабочей партии назрел раскол. Большинство в партии составило более радикальное левосоциалистическое крыло, возглавляемое Мартином Транмелем и Кюрре Греппом, взявшее верх на национальной съезде 1918 года. Партия решила присоединиться к Коминтерну, а более умеренное правореформистское крыло в 1921 году откололось в  Социал-демократическую рабочую партию Норвегии. Тем не менее, издание «Social-Demokraten» продолжало ассоциироваться с более крупной Рабочей партией, а Мартин Транмель стал его главным редактором в 1921 году. В 1923, когда НРП вышла из Коминтерна и её покинула Коммунистическая партия Норвегии, издание вновь сменило название на «Arbeiderbladet».
В 1940 году, в результате нацистского вторжения и последующей оккупации Норвегии, издание газеты было приостановлено. Её помещения были захвачены ставшим единственной легальной политической партией коллаборационистским Национальным единением и его газетой Fritt Folk. Лишь в 1945 году, после освобождения Норвегии, печать «Arbeiderbladet» была возобновлена.
Заключённый во время оккупации Олаф Ларсен стал главным редактором в 1949 году. В то время главреда выбирал национальный съезд Норвежской рабочей партии, и он по должности был членом Центрального Комитета НРП. Эта практика продолжалась с главными редакторами Рейдаром Хирсти и Эйнаром Ольсеном, пока её не отменили в 1975 году. С этого момента главного редактора назначал совет директоров.
Arbeiderbladet формально принадлежала Норвежской рабочей партии до 1991 года, когда её сменило самостоятельное, но связанное с партией, издательство Norsk Arbeiderpresse. Название, продиктованное принадлежностью к партии, Arbeiderbladet («Рабочая газета») было заменено в 1997 году на считавшееся более нейтральным Dagsavisen («Ежедневная газета»). Ныне среди владельцев акций издания представлены некоторые христианские организации.

## Сотрудники

### Главные редакторы
Список главредов:
- 1884-1886: Christian Holtermann Knudsen
- 1887-1891: Carl Jeppesen
- 1892-1893: Christian Holtermann Knudsen
- 1894-1897: Oscar Nissen
- 1898-1900: Ludvig Meyer
- 1900-1903: Anders Buen
- 1903-1906: Olav Kringen
- 1906-1912: Carl Jeppesen
- 1912-1918: Jacob Vidnes
- 1918-1921: Olav Scheflo
- 1921-1940: Martin Tranmæl
- 1940-1945: не печатался
- 1945-1949: Martin Tranmæl
- 1949-1963: Olav Larssen
- 1963-1974: Reidar Hirsti
- 1974-1975: Einar Olsen
- 1975-1991: Per Brunvand
- 1991-1994: Arvid Jacobsen
- 1995-2000: Steinar Hansson
- 2001-2004: Hilde Haugsgjerd
- 2005-2009: Carsten Bleness
- 2009-2013: Arne Strand (в 2010—2013 было два главных редактора[3])
- 2010-2014: Kaia Storvik (она работала одна с 2013.[3])
- 2014- : Eirik Hoff Lysholm (Эрик Хофф Лизхолм)